# La vendetta di Halloween
La vendetta di Halloween (Trick 'r Treat) è un film del 2007 diretto da Michael Dougherty.
La sceneggiatura è parzialmente ispirata al cortometraggio splatter/horror Season's Greetings.

## Trama
Di ritorno dalla festa cittadina che viene celebrata tutti gli anni durante la notte di Halloween, Emma ha una discussione con Henry, suo marito. La donna, che odia Halloween, ha fretta di disfarsi delle decorazioni mentre l'uomo è dell'idea che bisognerebbe rispettare e accettare le tradizioni. Dopo aver invitato Henry a prepararsi per fare l'amore, Emma inizia quindi a smontare gli spaventapasseri in giardino, dove viene aggredita da Sam, la personificazione della festa di Halloween, che così la punisce per la sua mancanza di rispetto. Henry, svegliatosi, trova quindi il cadavere della moglie, crocifissa e mutilata.
Poche ore prima che tutto ciò accadesse, dall'altro lato della strada, un ragazzino di nome Charlie, viene sorpreso dal suo preside, il distinto e rigoroso Steven Wilkins, a rubare le caramelle che l'uomo aveva lasciato per i bambini, essendosi momentaneamente assentato da casa. Wilkins offre al ragazzo diabetico una barretta di cioccolato, che però si rivela avvelenata. Wilkins porta il corpo del ragazzo in casa e poi si trasferisce in giardino per seppellire all'interno di una buca (al cui interno peraltro si trova il cadavere di un'altra persona) un corpo. Nel vano tentativo di passare inosservato Wilkins viene disturbato tanto dal figlio Alex, tornato in quel momento a casa, quanto da Spite, cane del vicino, il rude e violento signor Kreeg. Come se non bastasse, il corpo inizia a muoversi e a ribellarsi, costringendo Wilkins a mettere fine alla sua vita con un colpo di vanga. Ritornato in casa, Wilkins viene spaventato dal figlio, a cui aveva promesso di aiutarlo nell'incisione di una zucca. Tuttavia, giunti in cantina, lo spettatore scopre che il piccolo Alex si riferisce alla testa di Charlie e che quindi condivide le tendenze omicide del padre.
Macy, Sara, Chip e Schrader sono dei ragazzini delle medie che vanno di casa in casa non solo a chiedere dolcetti ma anche Jack-o'-lantern. Il gruppo, già apparso nel segmento di Wilkins, non ha raccolto abbastanza zucche (a causa di Charlie che aveva rovesciato e distrutto molte delle zucche del quartiere, motivo per cui era seguito da Sam, che però interrompe la caccia dopo aver visto che Wilkins si era già occupato di lui) e quindi si rivolge a Rhonda, ragazza socialmente disadattata e con la passione di intagliare le zucche, per ottenere quelle mancanti. Macy porta gli amici e la nuova compagna presso una cava abbandonata, dove anni prima diversi bambini malformati, mascherati per questo motivo con costumi di Halloween, erano morti in seguito a un incidente voluto dai genitori e messo in atto dal conducente, poi scomparso dalla circolazione. Il piano di Macy è quello di portare otto zucche, una per ogni bambino morto, sulla riva del fiumiciattolo dove il loro autobus si era schiantato ma per farlo devono utilizzare un piccolo ascensore che può caricare al massimo tre persone. Chip sembra terrorizzato, anche per via di alcuni ululati in lontananza che Rhonda, che apparentemente ha una buona conoscenza del paranormale, attribuisce a dei licantropi. Rhonda e Chip aspettano il loro turno per trovarsi, una volta scesi, attaccati da alcuni zombie. Per la paura Rhonda cade e sviene per aver battuto la testa. Al suo risveglio scopre che l'attacco dei non morti non era altro che un elaborato scherzo ordito da Macy. Tuttavia i morti resuscitano davvero e attaccano i ragazzi. Rhonda, che nel frattempo è tornata all'ascensore, rifiuta di salvarli e torna alla cava, dove incontra Sam, giunto probabilmente per punire Macy, la quale ha finto rispetto per i morti e si è presa gioco delle tradizioni di Halloween.
In città arrivano per un party alcune ragazze, tra cui spicca la ventiduenne Laurie. Lo scopo delle giovani apparentemente è darsi al sesso sfrenato, continuando a rimorchiare ragazzi e convincerli a venire alla festa con loro. Solo Laurie è a disagio: la ragazza è ancora "vergine" perché vuole che la prima volta sia con una persona speciale. Le ragazze quindi la lasciano in centro, dirigendosi alla festa nel bosco, per permetterle di trovare un uomo ma Laurie non riesce nel suo intento. Si imbatte invece in un inquietante uomo vestito da vampiro, che a sua insaputa è proprio John Wilkins, che dopo quanto accaduto nel suo segmento è tornato in città per mietere altre vittime. La giovane donna, delusa per non aver trovato un uomo, si dirige verso la festa, inseguita da Wilkins. L'uomo cerca di uccidere la ragazza ma la ragazza lo mette fuori combattimento e scaraventa il suo corpo ferito in mezzo alle compagne. Le donne che partecipano al baccanale, Laurie compresa, sono in realtà dei lupi mannari (gli stessi che Rhonda aveva udito nel segmento precedente). Laurie quindi perde la sua "verginità", che quindi capiamo essere il non aver ancora mai ucciso nessuno, divorando Wilkins.
Con un salto temporale, il film torna nuovamente al segmento di Wilkins, facendoci vedere la storia con gli occhi del signor Kreeg. L'uomo odia i bambini, e odia Halloween, quindi ha ideato uno stratagemma per allontanarli e spaventarli: traveste il suo cane in modo tale che, nel buio, i bambini possano scambiarlo per un mostro e fuggire con la coda tra le gambe. Per questo motivo Kreeg diventa la nuova vittima di Sam, che lo tortura psicologicamente e non. Durante una colluttazione, Kreeg riesce a togliere il sacco di juta che copre il volto di Sam, per trovarsi davanti un demone dalla testa di zucca, con occhi deformi e cartooneschi. La creatura inoltre sembra immortale e capace di rigenerarsi. Nel dare il colpo di grazia a Kreeg, il suo pugnale, realizzato con un lecca-lecca, si conficcato in una barretta di cioccolato, che Sam raccoglie per poi mangiarla. Il demone decide quindi di abbandonare Kreeg, che lo vede fuori da casa sua osservare il diverbio tra Emma e Henry e contemplare la sua prossima mossa. Tutto sembra finito ma Kreeg riceve la visita a sorpresa dei ragazzini non-morti, le vittime del massacro dell'autobus. L'odio di Kreeg verso i bambini in maschera nacque infatti proprio dal fatto che da giovane fu l'autista che accompagnava i ragazzi a scuola e che, infine, ne fu responsabile della morte. 
Il film così si conclude mentre nei titoli di coda assistiamo alla morte cruenta di Kreeg per mano dei bambini, rappresentata sotto forma di vignette di un fumetto.

## Distribuzione
Il trailer del film è stato mostrato l'8 dicembre 2007 all'annuale edizione del Harry Knowles' Butt-Numb-A-Thon film festival svoltasi ad Austin (Texas).
La distribuzione cinematografica nelle sale statunitensi era inizialmente programmata al 5 ottobre 2007, ma per motivazioni sconosciute è stata posticipata e successivamente cancellata, provocando un forte danno economico visto il susseguente consenso di pubblico nella versione home video. Il film verrà infatti distribuito dal 6 ottobre 2009 come audiovisivo direct-to-video negli Stati Uniti d'America, Gran Bretagna e Australia.
In Italia, il film viene acquistato da Mediaset e fa la sua prima comparsa su Italia 2 il 30 ottobre 2011 per la serata "Bloody Sunday". Inoltre è stato inserito nel catalogo del servizio interattivo a pagamento Premium Play ed è stato trasmesso qualche tempo dopo su Premium Cinema.

## Accoglienza
Sull'aggregatore di recensioni Rotten Tomatoes, il film ha ottenuto l'81% degli apprezzamenti e un voto di 7,32 su 10 sulla base di 26 recensioni. Il film ha inoltre vinto alcuni premi: il premio assegnato dal pubblico durante lo Screamfest Horror Film Festival del 2008 e il Silver Award, anch'esso assegnato dal pubblico, durante il Toronto After Dark Film Festival del 2009, ed è considerato un cult dagli appassionati del genere.

## Opere derivate
Dal film sono stati tratti due fumetti. Il primo è una miniserie divisa in quattro volumi del 2009, edito dalla DC Comics. I testi sono di Marc Andreyko e i disegni di Grant Bond, la trama ripercorre tutti gli avvenimenti del film. Il secondo, che rappresenta un seguito del film, è uscito nel 2015 per la Wildstorm Comics a cui hanno lavorato diversi sceneggiatori e fumettisti. 
La Palace Press e la Insight Editions hanno pubblicato un libro di 108 pagine titolato Trick 'r Treat: Tales of Mayhem, Mystery & Mischief. Esso descrive in modo particolareggiato la storia del film, fa i nomi del cast e vengono illustrate foto del set.